# Fukuda Yasuhiro
Yasuhiro Fukuda (sinh ngày 13 tháng 3 năm 1992) là một cầu thủ bóng đá người Nhật Bản.

## Sự nghiệp câu lạc bộ
Yasuhiro Fukuda đã từng chơi cho FC Ryukyu và FC Osaka.